# Karelsk-finske SSR
Den Karelsk-finske SSR var en sovjetrepublik, dvs. en delstat i Sovjetunionen, i den sovjetiske (østre) del af Karelen mellem 1940 og 1956, hvor den blev afskaffet af Nikita Khrusjtjov.
Den blev dannet af den Karelske ASSR i den Russiske SFSR den 31. marts 1940. Hovedstad i Karelsk-finske SSR var Petrozavodsk. Republikken blev ledet af Otto Ville Kuusinen, den finske kommunist som Stalin i forbindelse med den sovjetiske invasion af Finland i 1939 havde placeret i spidsen for Terijokiregeringen. Den 16. juli 1956 blev republikken igen en del af Russiske SFSR som det gendannede Karelske ASSR.
Den Karelsk-finske SSR svarede til det, som nu er den Karelske republik indenfor den russiske føderation.

## Historie
Republikken dannedes på grundlag af Karelske ASSR i Russiske SFSR den 31. marts 1940 for at internationalt legitimere den traktat om grænseændringer, som Terijoki-regeringen og Sovjetunionen officielt havde indgået den 2. december 1939.
Den 16. juli 1956 blev republikken atter en del af Russiske SFSR som det gendannede Karelske ASSR.

## Befolkning
Af befolkningen udgjorde i 1939 karelere og finner i alt omkring 40% og russere 60%. I 1940-erne skete store forandringer i befolkningens sammensætning især ved tvangsforflytninger af folkegrupper. Befolkningstætheden (1941 i gennemsnit 3,4 indb/km2) aftog hurtigt i nordlig retning.
De vigtigste byer var Petrozavodsk (ca. 80.000 indbyggere 1941), Kem (16.700), Kondopoga (14.000), Medvezjegorsk (13.400), Belomorsk (13.500) og Sordavala (13.000).

## Geografi
Karelsk-finske SSR omfattede den nordvestlige del af det daværende Sovjetunionen Republikken grænsede i vest til Finland, i nord til Murmanskområdet og Kandalaksjabugten, i øst til Hvidehavet og Arkhangelskområdet og i syd til Vologda- og Leningradområdet.
Karelsk-finske SSR udgjorde i geologisk og landskabelig henseende en del af Fennoskandinavien. Det er et område præget af blottet grundfjeld, omfattende søer og skove: Omkring en sjettedel af Karelsk-finske SSRs areal udgjordes af søer, som indbyrdes var forbundne med stride og dårligt sejlbare floder med mange strømhvirvler og vandfald.
Klimaet var strengt, nedbøren kunne være over 500 mm om året, hvilket i forbindelse med den ringe fordampning bevirkede en forsumpning af jorden. Forudsætningerne for dyrkning af afgrøder var ikke gode. Det dyrkede areal udgjorde i 1941 omkring 152.600 hektar, svarende til 0,8 % af det samlede areal, det tilsåede areal i 1946 endda kun til 77.700 ha. Store dele af landet var dækket af skove (9,8 mio. ha eller 55 % af det samlede areal) og moser. Skovene bestod overvejende af fyr (60%), gran (33%) og birk. Den årlige vedtilvækst beregnedes til 16 mio. m2.

## Næringsliv
I henseende til ekport af trævarer lå Karelsk-finske SSR på andenpladsen efter Arkhangelsk-området inden for Sovjetunionen. Skov-, savværks-, cellulose-, papir- og skiindustrier svarade for ca. tre femtedele af Karelsk-finska SSRs samlede produktion, andre industrigrene og jordbrug hver for en femtedel. En vis betydning havde tillige fiskeriet ved Hvidehavets kyster og i de store indsøer. Karelsk-finske SSR havde store forekomster af råstoffer til byggeri, især granit, diabas, marmor, cementler og glimmer. Sømalm fandtes i flere søer, jernmalm frem for alt i nærheden af Petrozavodsk og Pudozjgorsk (titanomagnetit). Nye jernmalmsfund gjordes 1945—46 ved Himola. Endvidere fandtes forekomster af zink, tin, bly (Prjazja), sølv, kobber (Pitkäranta), molybden (Uhtua), baryt m.m.
Nye kraftstationer blev opførte ved Kondopoga og Solomennoje.
De vigtigste færdselsårer var den 1915—1917 anlagte Murmanskbane (Leningrad—Petrozavodsk—Murmansk) med sidebaner og den 1931—1933 anlagte Stalinkanal (227 km) mellem Hvidehavet og Onega; kanalen blev hårdt skadet under 2. verdenskrig men var fra 1946 på ny i brug.